# Afrotapejara
Afrotapejara is een geslacht van uitgestorven pterosauriërs, behorende tot de Pterodactyloidea, dat tijdens het Vroeg-Krijt leefde in het gebied van het huidige Marokko. De enige benoemde soort is Afrotapejara zouhri.

## Vondst en naamgeving
De Britse paleontoloog David Martill verwierf van een fossielenhandelaar uit Erfoud een kaakfragment van een pterosauriër. De handelaar gaf aan dat het opgegraven was op het plateau van Ikhf N’ Taqmout in Tafilalt. Het bleek een nog onbekende soort te vertegenwoordigen.
In 2020 werd de typesoort Afrotapejara zouhri benoemd en beschreven door David Michael Martill, Roy Smith, David M. Unwin, Alexander Kao, James McPhee en Nizar Ibrahim. De geslachtsnaam combineert verwijzingen naar Afrika — Afer betekent 'Afrikaan' in het Latijn — en het verwante geslacht Tapejara. De soortaanduiding eert de Marokkaanse paleontoloog Samir Zouhri.
Het holotype FSAC-KK 5004 is gevonden in de Kem-Kemlagen die dateren uit het Albien tot Vroeg-Cenomanien. Het bestaat uit een stuk snuit waarvan de voorste punt ontbreekt en die doorloopt tot onder de voorste basis van de snuitkam. De fossielenhandel had het specimen al geprepareerd. Verdere preparatie door Martill en een CAT-scan toonden aan dat daarbij een stuk bot van een ander taxon aan de bovenrand was toegevoegd om het gaver en waardevoller te maken. Martill deponeerde het fossiel in de collectie van het Département de Géologie (Paléontologie), Faculté des Sciences Aïn Chock, daarmee het verwijt van heling en smokkel ontlopend.
Twee andere fossielen werden aan de soort toegewezen, de specimina FSAC-KK 5006 en FSAC-KK 5007. Ook hier gaat het om snuiten uit hetzelfde gebied, met een sterk overeenkomende bouw. Specimen BSP 1997 I 67, een symfyse van de voorste onderkaken in 1999 beschreven, werd onder voorbehoud toegewezen. Het materiaal overlapt immers niet maar zou goed bij de snuit passen en stamt eveneens uit de Rode Lagen van de Kem-Kem van Marokko.

## Beschrijving

### Grootte en onderscheidende kenmerken
De beperkte resten verminderen de betrouwbaarheid van een grootteschatting. Uit het formaat van het stuk snuit valt een vleugelspanwijdte af te leiden van zo'n drie meter.
De beschrijvers wisten enkele onderscheidende kenmerken vast te stellen. Het gaat om een unieke combinatie van twee op zich niet unieke eigenschappen. De zijkant van snuit toont een rij kleine langwerpige foramina dichtbij en evenwijdig aan de onderste kaakrand. Het verhemelte toont een kleine bultvormige uitstulping. Dit laatste kenmerk wordt gedeeld met sommige Azhdarchoidea zoals Alanqa maar juist niet met de Tapejaridae waartoe Afrotapejara zou behoren.

### Skelet
Het stuk snuit heeft een bewaarde lengte van 148 millimeter. Het voorste deel van de snuit vormt bij de tandeloze tapejeriden een spitse punt die met een plotse knik afhangt van het deel onder de meer achterwaarts gelegen snuitkam. Het is de aanwezigheid van een zichtbare knik in de onderrand die Martill tot de overtuiging bracht het het een lid van de Tapejaridae betreft. De hoek van het afhangen is bij Afrotapejara echter beperkt: slechts 7° terwijl die bij de verwant Caiuajara tot 41° bedraagt en bij exemplaren van Tapejara tussen de 20° en 25°. De bovenrand van de snuit en de kaakrand maken een hoek van 20°. Overdwars heeft het profiel van de snuit de vorm van een gelijkzijdige driehoek waarvan de zijden onder een hoek van 78° oplopen. Achteraan het fossiel is het begin van de snuitkam te zien. Die maakt een hoek van 46° met het eronder liggende deel van de kaakrand dat dus niet afhangend is. Bij het fossiel is de bovenrand van de kam afgebroken. De bewaarde hoogte van de snuit is daarvoor bij het breukvlak van de hele snuit met de achterkant van de schedel drieënzestig millimeter. Zou de kam niet door breuk verlaagd zijn was de hoogte daarvan bij de bewaarde achterrand naar schatting zo'n acht centimeter. Het stuk snuit voor de kam had oorspronkelijk een geschatte lengte van twaalf centimeter en heeft een overdwars wat afgeronde bovenrand terwijl de kam een scherpe rand heeft. Drie centimeter van de snuitpunt ontbreken dan. Achteraan valt de voorrand van de grote schedelopening in de zijwand, de fenestra nasoantorbitalis, buiten het fossiel.
Het verhemelte vormt een diepe trog tussen scherpe kaakranden. Achteraan toont het verhemelte een langwerpige bult op de middenlijn. Hoever die doorliep is onbekend doordat de snuit afgebroken is. Ook het verhemelte toont een rij foramina aan beide zijden; misschien stonden die gepaard om en om. Deze openingen dienden voor zenuwen en aders.
Zoals bij alle pterosauriërs is het bot gepneumatiseerd: doortrokken van luchtholten die gevormd werden door uitlopers van de luchtzakken van het ademhalingssysteem. Stevigheid werd verschaft door verticale dunne beenpijlers, de trabeculae. Bij de snuit van Afrotapejara beperken die zich tot de zijwanden en de bovenrand — dat laatste vooral in de snuitkam. Het middendeel van de snuit is zo één lege ruimte. Martill speculeerde dat de overkapping daarvan samenvalt met de oude grens tussen de praemaxillae en bovenkaaksbeenderen waarvan de buitenwanden bij Pterodactyloidea naadloos zijn vergroeid zodat de begrenzing niet meer kan worden vastgesteld. Vlak bij de snuitpunten staan de trabeculae dichter op elkaar en ook in het midden. Bij specimen FSAC-KK 5006 vormen ze tussenschotjes die in twee rijen helemaal naar de achterkant doorlopen. Die begrenzen dan een centrale ruimte en twee evenwijdige holten langs de zijwanden. Van die schotjes lopen ook wat schuine balkjes naar de zijwanden. De verschillende holten zijn via foramina met de buitenzijde verbonden. De beenwand is het dikst in de hoeken van de driehoek: tot twee millimeter. De zijwanden zijn slechts 0,6 tot 0,7 millimeter dik. Dergelijke "papierdunne" botten zijn normaal voor pterosauriërs en maakten het deze vliegende dieren mogelijk voor weinig gewicht toch imposante schedels te hebben. Tapejaridae hebben normaliter grote koppen met enorme kammen.

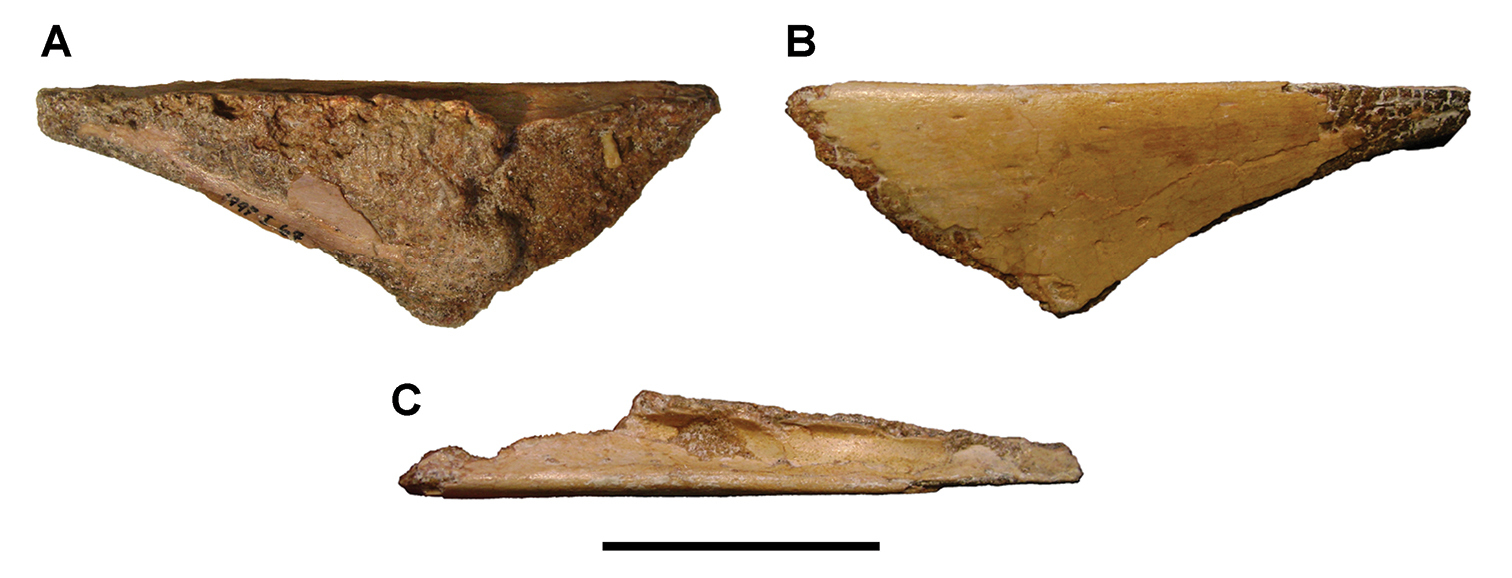
BSP 1997 I 67

Specimen BSP 1997 I 67 draagt een enorme driehoekige kam of kiel op de onderzijde van de onderkaken en betreft vermoedelijk een tapejaride.

## Fylogenie
Afrotapejara werd in de Tapejaridae geplaatst. Een kladistische analyse van alleen het holotype resulteerde in een positie als zustersoort van een klade gevormd door Europejara en Tapejara.

## Levenswijze
De beschrijvers probeerden door een vergelijking met allerlei vogels en hagedissen met kammen aanwijzingen te vinden over de nog raadselachtige levenswijze van de tapejariden maar moesten concluderen dat dit weinig consistente resultaten opleverde. Het bezit van een kam lijkt niet met een speciaal dieet samen te hangen.
Gewezen werd op overeenkomsten in bouw met de verwant Caupedactylus met wie het kenmerk van een vrij lage spitse, meer recht vooruit stekende, snuit gedeeld werd. Het werd gesuggereerd dat de twee een klade zouden kunnen vormen, ondanks het feit dat ze in de fylogenetische analyse niet als zodanig uitvielen.